# Mark McCormack (Radsportler)
Mark McCormack (* 15. September 1970 in Plymouth, Massachusetts) ist ein ehemaliger US-amerikanischer Radrennfahrer und heutiger Radsporttrainer.
Mark McCormack war Profi-Radrennfahrer von 1992 bis 2008 und ein Allrounder, der erfolgreich im Straßenradsport sowie bei Querfeldeinrennen (Cyclocross) war. Zweimal wurde er US-amerikanischer Meister: 1997 im Querfeldeinrennen und 2003 im Straßenrennen. Mehrfach startete er bei den UCI-Weltmeisterschaften im Querfeldeinrennen.
2003 gewann er die Professional Cycling Tour und 2004 das Fitchburg Longsjo Classic. Zudem gewann er zahlreiche Kriterien und Querfeldeinrennen in den USA.
Heute arbeitet Mark McCormack als privater Radsporttrainer, fährt aber weiterhin Rennen auf nationaler Ebene (Stand 2013).